# Uwe Lyko

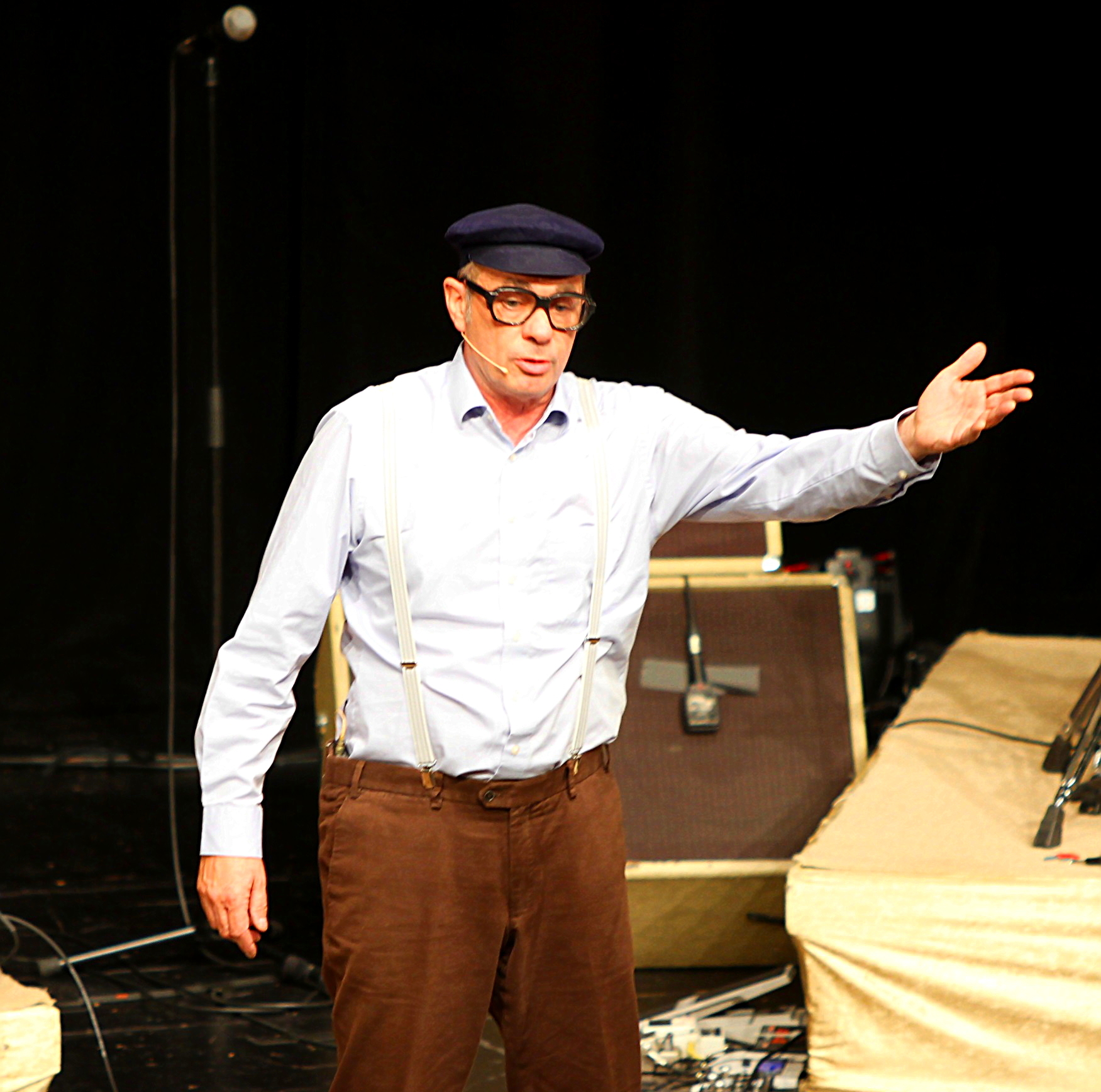
Uwe Lyko als Herbert Knebel (2015)

Uwe Karl Heinrich Lyko (* 22. September 1954 in Duisburg-Neumühl) ist ein deutscher Kabarettist und Komiker. Lykos Alter Ego ist die Figur des renitenten Rentners Herbert Knebel aus Essen-Altenessen, die er auf der Bühne und in vielen Fernsehauftritten verkörpert.

## Leben
Nach der Volksschule 1968 lernte Lyko anfänglich Fernmeldehandwerker, eine Ausbildung, die er 1970 abbrach, um Musiker zu werden. Lyko trat der Polit-Punk-Band B1 als Sänger bei und lernte dort einen Teil des späteren „Affentheaters“ kennen. Nachdem er die Band verlassen hatte, beschloss Lyko, Schauspieler zu werden. So trat er gelegentlich im Duisburger Eschhaus-Theater auf. Letztendlich entschloss er sich, Komiker zu werden, und gründete das Musiktheater NIC (Nonsens Improvisation Co.). Dort entstand aus einer Verlegenheitssituation heraus mit der Rauchernummer das erste Stück des späteren Affentheaters. Nachdem sich das Musiktheater NIC aufgelöst hatte, trat er für ein paar Nummern bei einem anderen Musiktheater in Mülheim an der Ruhr mit Helge Schneider auf. Doch da beide nicht harmonierten, verließ Lyko Mülheim und trat zusammen mit ein paar Bekannten im Januar 1988 beim Solidaritätsfest auf der Essener Zeche Carl auf, wo er mit Angehörigen der Urbesetzung des späteren Affentheaters einige Sketche und Musikstücke aufführte. Die Urbesetzung des Affentheaters bestand damals aus Susanne Betancor, Uwe Lyko, Kalle Mews und Martin Breuer sowie aus Sigi Domke.

### Herbert Knebel (seit 1988)
1988 schuf Lyko seine bis heute erfolgreichste Figur Herbert Knebel und gründete die Komikergruppe Herbert Knebels Affentheater. Herbert Knebel, ein schimpfender und nörgelnder Rentner der mit seiner Frau Auguste „Guste“ in Essen-Altenessen lebt, spricht ein 
Ruhrpottdeutsch mit stark Niederrheinisch-Duisburger Prägung. Nachdem Susanne Betancor und Kalle Mews Herbert Knebels Affentheater verließen, wurde Detlef Hinze in die Band geholt. Die Position Betancors wurde nicht wieder besetzt. Als Sigi Domke 1992 das Affentheater verlassen hatte, wurde der gebürtige Ostfriese Georg Göbel-Jakobi Mitglied der Gruppe. Seit diesem Zeitpunkt werden im Affentheater folgende Positionen und Rollen besetzt: Uwe Lyko (Herbert Knebel, Autor/Gesang/Gitarre/Trompete), Martin Breuer (Ernst Pichel, Autor/Bass/Saxophon), Detlef Hinze (Schlagzeug) und Georg Göbel-Jakobi (Gitarre). 1993 entwickelte Detlef Hinze den Charakter der Trainer und 1995 folgte Georg Göbel-Jakobi mit seinem Charakter des Ozzi Ostermann.
Daneben hat Lyko Soloauftritte, musikalisch unterstützt vom Affentheater-Mitglied Göbel-Jakobi.
In der Radiosendung U-Punkt auf WDR 2 hatte er lange einen festen Platz. Von 1996 bis 2020 gehörte er in seiner Rolle als Herbert Knebel zur Stammbesatzung der Kabarett-Fernsehsendung Mitternachtsspitzen.
Lyko spielte zudem an der Seite von Wilfried Schmickler in den Mitternachtsspitzen regelmäßig in der Parodie Loki und Smoky die Rolle des Altbundeskanzlers Helmut Schmidt. Seit dem Tod von Loki Schmidt 2010 tritt er mit Schmickler in der Reihe Überschätzte Paare der Weltgeschichte in verschiedenen Rollen (z. B. als Die Geissens, Angela Merkel und Joachim Sauer sowie bis zu dessen Tod immer noch als Helmut Schmidt) auf. Nachdem 2015 Helmut Schmidt verstorben war, wurde am Ende des Jahres eine weitere Folge der Rubrik mit Loki und Smoky im Himmel ausgestrahlt.
Zu sehen war Uwe Lyko kurz im Abspann des Films Was nicht passt, wird passend gemacht von Peter Thorwarth als Rollstuhl fahrender Opa des Lehrerehepaars, der über das zu klein geratene Bad nörgelt. In Helge Schneiders Texas ist er als einer der beiden Aufsteller des Galgens zu sehen.

## Biografie
- Herbert Knebel trifft Uwe Karl Heinrich Lyko, ein Film von Klaus Michael Heinz (2013, WDR Fernsehen)

## Auszeichnungen
- 2020: Recklinghäuser Hurz, Ehren-Hurz für die Kunstfigur Herbert Knebel[7]

## Filmografie
- 1987: Stangenfieber
- 1993: Texas – Doc Snyder hält die Welt in Atem
- 2001: Was nicht passt, wird passend gemacht (Cameo-Auftritt)
- 2016: Radio Heimat

## Schriften
- 1996: Boh glaubse … – Die Klassiker,  Bottrop, Verlag Henselowsky Boschmann, ISBN 3-922750-26-5
- 1997: Knapp vorbei, doch nie daneben – Zur Geschichte von die Gruppe,  zusammengestellt von Sigi Domke, Bottrop, Verlag Henselowsky Boschmann, ISBN 3-922750-31-1
- 2000: Meine Fresse, ISBN 3-462-02948-7
- 2003: Ich glaub, mich holnse ab, ISBN 3-462-03334-4
- 2006: Hauptsache Herz is gut!, ISBN 3-462-03750-1
- 2010: Jetz is, wo früher inne Vergangenheit die Zukunft war, ISBN 978-3-499-62624-1
- 2016: Im Liegen geht's!, ISBN 978-3-499-63157-3

## Diskographie
Solo
- 1997: Boh glaubse …
- 1999: Live in Gelsenkirchen
- 2002: Dat Beste von Mich!
- 2003: Unser Mann im Pott – Das Beste von Herbert Knebel
- 2005: Live und Zuhause
- 2008: Ich glaub' ich geh kaputt!

Sonstige Medien
- 1995: Getz' aber in Echt! (CD, mit dem Affentheater)
- 1996: Da sind wir schon wieder (CD, mit dem Affentheater)
- 1998: Knebel on the Rocks (CD, mit dem Affentheater)
- 2001: Unter Strom (CD, mit dem Affentheater)
- 2006: Nix wie weg! (CD, mit dem Affentheater)
- 2008: Ich glaub, ich geh kaputt…! (Doppel-DVD); Kurzfilm: Herberts Welt
- 2015: Männer ohne Nerven (DVD, mit dem Affentheater)